# Pré-Alpes de Vicenza
Os Pré-Alpes de Vicenza (em italiano:  Prealpi Vicentine) são um maciço montanhoso que se encontram na província de Vicenza e na  província de Trentona Itália. O ponto mais alto é o Cima XII com 2.341 m.

## Localização
Os Pré-Alpes de Vicenza têm a Norte as Dolomitas de Fiemme, a Leste os Pré-Alpes de Belluno, a Sudeste a imensa planície do Pó a que os italianos chamam pianura Padana, e a Oeste os Pré-Alpes de Garda dos Pré-Alpes de Bréscia e de Garda.

## SOIUSA
A Subdivisão Orográfica Internacional Unificada do Sistema Alpino (SOIUSA) dividiu os Alpes em duas grandes Partes: Alpes Ocidentais e Alpes Orientais, separados pela linha formada pelo  Rio Reno - Passo de Spluga - Lago de Como - Lago de Lecco.
A secção das Pré-Alpes Vénetos é formada pelos Pré-Alpes de Vicenza, e osPré-Alpes de Belluno.

### Classificação  SOIUSA
Segundo a SOIUSA este acidente geográfico é uma Sub-secção alpina com as seguintes características:
- Parte = Alpes Orientais
- Grande sector alpino = Alpes Orientais-Sul
- Secção alpina = Pré-Alpes Vénetos
- Sub-secção alpina =  Pré-Alpes de Vicenza
- Código = II/C-32.I